# Артист із Коханівки
«Артист із Коханівки» (рос. Артист из Кохановки) — український радянський художній кольоровий повнометражний фільм 1961 року режисера Григорія Ліпшиця. Лірична кінокомедія про будні сучасного українського села і сільську молодь, яка шукає своє місце в житті.

## Сюжет
Красуня Марина поступила в інститут. За нею в місто виїхав Андрій Ярчук, який кохає її. Дізнавшись, що односельці глузують з Андрія, Марина перевелася на заочне відділення і повернулася в Коханівку. Проте гордість не дозволила Андрію повернутися в село. Безліч пригод доведеться пережити закоханим, перш ніж зустрінуться вони в рідній Коханівці.

## Акторський склад
- Едуард Бредун — Андрій
- Ірина Буніна — Марина
- Олег Анофрієв — Михайло
- Ніна Дорошина — Олеся
- Георгій Віцин — Кузьма
- Володимир Дальський — Шестерня
- Віктор М'ягкий — Левко
- Раїса Пироженко — Анастасія
- Софія Карамаш — Тодоска
- В. Родіонова — Уляна
- Валентин Дуклер — Околесов
- О. Мельниченок — Тая
- В епізодах: Ніна Базарова, Євген Балієв, В. Байдін, Ольга Вікландт, Анатолій Іванов, Олександр Короткевич, Юрій Медведєв (Щука), Григорій Лазарєв, Віра Предаєвич, Андрій Тутишкін, Людмила Татьянчук, Лев Перфілов (офіціант в кафе (немає в титрах), Віктор Халатов, Віктор Черкмарьов, Юрій Цупко, Петро Маяцький[1], Микола Засєєв-Руденко (немає в титрах), Валерій Зінов'єв (немає в титрах), Костянтин Єршов (немає в титрах), Петро Вескляров (немає в титрах) та ін.

## Знімальна група
- Сценарист: Іван Стаднюк
- Режисер-постановник: Григорій Ліпшиць
- Оператор-постановник: Ілля Міньковецький
- Художник-постановник: Віктор Мигулько
- Композитор: Оскар Сандлер
- Звукооператор: Аріадна Федоренко
- Режисер: Іван Левченко
- Автори текстів пісень: Микола Сом, Олег Анофрієв
- Художник по костюмах: Ольга Яблонська, гример — М. Шемякін
- Монтажер: Тетяна Сивчикова
- Редактор: Григорій Зельдович
- Комбіновані зйомки: оператор — Микола Іллюшин, художник — М. Аристов
- Директор картини: Борис Жолков